# Jiouli Chartava
Jiouli Chartava (en géorgien : ჟიული შარტავა) ; (Soukhoumi, 7 mars 1944 – Soukhoumi, 27 septembre 1993 ), est un homme politique géorgien et un ancien Chef du Conseil des Ministres de la République autonome d'Abkhazie, tué par des militants abkhazes lors du nettoyage ethnique des Géorgiens en Abkhazie qui se déroula en 1993.

## Biographie
Chartava est né le 7 mars 1944 à Soukhoumi, alors capitale de la République socialiste autonome soviétique d'Abkhazie. Ingénieur d'éducation, il est élu au Parlement de Géorgie en 1992. Charatva préside jusque-là le Conseil des ministres et le Conseil de Défense de la République autonome abkhaze et occupe une place au premier rang lors de la Guerre d'Abkhazie. Le 18 juillet 1993, il est nommé premier ministre.
Quand la ville de Sokhoumi est prise en septembre 1993 par les forces russo-abkhazes, Jiouli Chartava et d'autres membres du gouvernement loyal à Tbilissi (Gouram Gabiskiria, Raoul Echba, Mamia Alassania, Soumbat Saakian, Micha Kokaïa et autres) refusent de se réfugier en Géorgie propre et sont capturés par les soldats abkhazes. En premier lieu, leur sécurité est garantie par leurs ravisseurs, mais bientôt, Chartava et les autres membres du Conseil des Ministres sont tués par les militaires séparatistes et, d'après le rapport de l'Organisation des Nations unies sur la mort de Chartava, ils sont également longuement torturés.
En 2005, le journaliste américain Malcolm Linton exposa ses photos prises durant la Guerre d'Abkhazie dans la Galerie d'Art de Tbilissi. Le corps de Chartava est clairement visible, situé en haut d'une pile de corps humains massacrés, sur une de ces photos. Il existe également une vidéo qui montre comment les membres du gouvernement abkhaze légitime furent capturés et emmenés en dehors du bâtiment parlementaire. Il est montré comment il est humilié par les quelques soldats ennemis alors présents sur la scène et embarqué dans une camionnette qui le transportera jusqu'aux forêts des alentours de Sokhoumi, où il sera tué, avec plusieurs de ses alliés. Le corps de Chartava sera plus tard transporté vers le camp géorgien et enterré à Senaki, en Géorgie occidentale. En 2004, Jiouli Chartava fut honoré par le Président Saakachvili comme Héros national de Géorgie à titre posthume.
Son fils Kakhaber Chartava fonde le parti Forum national en décembre 2006.
À Senaki, le Zhiuli Shartava Senaki Museum a été nommé en hommage à Jiouli Chavarta.
Dans leur papier Mythes et conflit dans le Sud Caucase, les chercheurs Jana Javakhishvili et Liana Kvarchelia étayent que Jiouli Chartava était un homme politique géorgien ordinaire dont l'image de martyre a été instrumentalisée pour consolider l'histoire de la cause Abkhaze.